# Sarah Rose Summers
Sarah Rose Summers (Omaha, 4 novembre 1994) è una modella statunitense.

## Biografia
È stata incoronata Miss USA 2018. Come Miss Stati Uniti, ha rappresentato gli Stati Uniti a Miss Universo 2018, dove si è piazzata tra i primi venti. In precedenza, Summers è stata incoronata Miss Nebraska Teen USA 2012 e Miss Nebraska USA 2018, diventando la prima donna del Nebraska a vincere Miss USA.
È membro della sorellanza Zeta Tau Alpha.